# Ana Porgras
Ana Porgras (Galați, 18 dicembre 1993) è un'ex ginnasta rumena.
È la vincitrice della medaglia di bronzo alle parallele asimmetriche ai Campionati Mondiali del 2009 e campionessa mondiale alla trave nel 2010. La Porgras è considerata come la ginnasta più artistica della sua generazione. Ai Mondiali del 2011 viene premiata come "ginnasta più elegante" della manifestazione.

## Carriera
Ana Porgras inizia a praticare ginnastica nella sua città natale, Galați, seguita dagli allenatori Agripina e Paul Gâlea. Successivamente, allenata da Ramona Micu, Florin Cotuțiu e Daniel Nistor, entra a far parte della squadra nazionale rumena juniores. Durante la sua carriera juniores vince varie competizioni internazionali. Ai Massilia Cup del 2007 vince l'oro alla trave e il bronzo nel concorso a squadre. Inoltre, arriva settima nel concorso generale, quinta al volteggio e ottava alle parallele asimmetriche. Ai Campionati Europei Juniores vince la medaglia d'oro alla trave, arriva nona nel concorso generale e quarta nel concorso a squadre. Sfortunatamente, alla fine della sua carriera juniores, a causa di un legamento distaccato, necessita di un intervento al ginocchio.

### 2009: Carriera Senior
Ancora in convalescenza dopo l'intervento al ginocchio, Ana non compete ai Campionati Europei del 2009. Comunque, promette che debutterà come senior ai Campionati Mondiali di Londra. Ai preliminari dei Mondiali arriva prima alla trave, seconda nel concorso generale, terza al corpo libero e settima alle parallele asimmetriche. Cade dalla trave sia nella finale ad attrezzo che in quella per il concorso generale arrivando settima in entrambi gli eventi. Nonostante questo finisce il suo primo Campionato Mondiale con una medaglia di bronzo alle parallele asimmetriche, alla pari con la statunitense Rebecca Bross. Nel corpo libero, ancora alla pari con la Bross, arriva quinta. A novembre partecipa ai DBT Cup di Stoccarda, dove vince la medaglia d'oro alla trave.

### 2010: Campionessa Mondiale
Ancora alle prese con il suo infortunio, Ana entra a far parte della squadra rumena che parteciperà ai Campionati Europei del 2010. Competendo alla trave e alle parallele asimmetriche, aiuta a far qualificare la Romania per il concorso a squadre. Individualmente, si qualifica al primo posto alla trave e al settimo posto alle parallele. Grazie al punteggio più alto alla trave (14.800), contribuisce a far vincere la medaglia di bronzo alla sua squadra. A causa di un infortunio durante il suo esercizio alla trave, è costretta a ritirarsi dalla competizione. Tornata in Romania, i dottori le diagnosticano una frattura del perone destro.
Torna a competere a settembre ai World Cup di Gand. Vince la medaglia d'oro alla trave e la medaglia d'argento alle parallele asimmetriche. Una settimana dopo, compete ai Campionati Nazionali dove difende il suo titolo di campionessa rumena. Inoltre, vince la medaglia d'oro alla trave e il bronzo al corpo libero. In ottobre viene selezionata per partecipare ai Campionati Mondiali 2010 di Rotterdam. Con la squadra rumena arriva al quarto posto nel concorso a squadre gareggiando alla trave, al corpo libero e alle parallele. Inoltre, individualmente, arriva quinta nel concorso generale e alle parallele asimmetriche, vince l'oro alla trave battendo Rebecca Bross e la campionessa del 2009 Deng Linlin. Dopo Andreea Răducan, Ana è la prima ginnasta rumena ad aver vinto un oro ai Campionati Mondiali.

### 2011
In aprile partecipa ai Campionati Europei, competendo solo alla trave e alle parallele asimmetriche. Non si qualifica alle finali di entrambi gli attrezzi. Comunque, in agosto, partecipa ai Campionati Nazionali dove vince per la terza volta consecutiva il concorso generale individuale. Dopo due amichevoli con la Germania e la Gran Bretagna, la Porgras viene scelta per far parte della squadra che gareggerà ai Campionati Mondiali di Tokyo. A causa di diversi errori, non si qualifica per le finali alle parallele e alla trave. Tuttavia, aiuta la Romania ad arrivare al quarto posto, ottenendo il punteggio più alto alla trave (15.300) e alle parallele asimmetriche (14.066) tra la sua squadra. Individualmente, compete alla finale per il concorso generale individuale, ma a causa di diversi piccoli errori al corpo libero e della bassa difficoltà al volteggio, arriva solo al sesto posto.

### 2012: Il Ritiro
A soli sette mesi dalle Olimpiadi di Londra, dopo un infortunio avvenuto durante un training camp in Francia, si ritira ufficialmente. “Sentivo di non farcela più, soprattutto dopo così tanti infortuni”, così ha commentato il suo ritiro la ginnasta rumena.